# Saint-Paulet-de-Caisson
Saint-Paulet-de-Caisson là một xã trong vùng Occitanie. Xã Saint-Paulet-de-Caisson nằm ở khu vực có độ cao trung bình 100 mét trên mực nước biển.